# Intché
Intché (en macédonien Инче) est un village de l'ouest de la Macédoine du Nord, situé dans la municipalité de Makedonski Brod. Le village comptait 30 habitants en 2002.

## Démographie
Lors du recensement de 2002, le village comptait :
- Macédoniens : 29
- Autres : 1